# Le Cabinet des figures de cire
Pour plus de détails, voir Fiche technique et Distribution.
Le Cabinet des figures de cire (Das Wachsfigurenkabinett) est un film fantastique de l'expressionnisme allemand en noir et blanc de 1924 réalisé par Paul Leni et Leo Birinski.

## Synopsis
Le film est constitué de trois histoires.

### Première histoire
Le directeur d'une baraque foraine, le Panoptikum, cherche une personne pour rédiger la publicité de son spectacle. Il reçoit, en présence de sa fille, un jeune homme auquel il propose d'écrire un texte sur trois des personnages de son Cabinet : Haroun al Rachid dont le bras, posé sur la table, vient de se briser, Ivan le Terrible et Jack Talons-à-Ressort
Le jeune homme accepte et celui qu'il va décrire comment Haroun al Rachid, calife de Bagdad, perd son bras. Il commence à écrire, la fille du directeur penchée sur son épaule.
Son visage, en fondu, s'identifie à celui d'Assad, le boulanger dont il fait le héros et la jeune fille devient Zarah, son épouse.
Gêné par la fumée qui se dégage du four du boulanger, le calife demande à son grand vizir de supprimer Assad. Fasciné par la grande beauté de Zarah, le grand vizir ne peut accomplir cette basse besogne. Le calife, émoustillé par la perspective d'une nouvelle conquête féminine, décide de se déguiser et d'aller chez ses sujets. En même temps, pour prouver à Zarah qu'il est courageux, Assad annonce qu'il volera l'anneau magique que le calife porte à son doigt. Trompant la vigilance des gardes, il pénètre dans la chambre à coucher du calife, se saisit d'un yatagan, coupe le bras du dormeur et l'emporte. Durant ce temps, le calife est entré chez Zarah. Poursuivi par les hommes d'armes du calife, le boulanger rentre chez lui où Zarah, craignant la jalousie d'Assad, cache dans le four le gros visiteur galant qui ne lui déplaît pas. Ses poursuivants ligotent Assad mais Zarah se saisit du bras coupé, arrache l'anneau et dit : Je veux que le calife apparaisse ici en personne. Il apparaît en effet, barbouillé de suie, annonçant qu'il laisse toujours dans son lit un mannequin en cire moulé à sa ressemblance. Zarah demande un second miracle : que son mari devienne le boulanger chef du palais. Ce vœu sera exaucé. Clignant de l'œil du côté Zarah, le calife prend le couple sous sa protection.

### Deuxième histoire
Si la première histoire se voulait drôle, il n'en est pas de même celle-ci. Le jeune écrivain, sous le regard attendri de la fille du directeur, va conter l'histoire d'Ivan le Terrible.
Ivan descend dans les cachots de son palais pour jouir du spectacle sadique de ses bourreaux administrant la torture. Dissimulé, il saisit un sablier et y inscrit le nom de la victime dont l'agonie sera très exactement mesurée : lorsque la boule supérieure sera vide, ce sera la mort. Un courtisan lui fait remarquer qu'il doit prendre garde à l'alchimiste qui pourrait un jour inscrire son nom sur le sablier.
Un jour, un boyard se présente au palais pour rappeler au tsar la promesse de participer en personne au mariage de sa fille. Ivan l'accuse de vouloir l'attirer au-dehors du Kremlin. Il accepte à condition d'intervertir les costumes et c'est lui qui conduira le traîneau qui part au galop. Une flèche abat le faux tsar. Ivan reprend sa coiffe sur la tête du cadavre, rejoint le lieu où doit avoir le mariage et invite les invités à se réjouir. La fiancée pleure la mort de son père. Ivan profite des circonstances pour emmener la jeune fille au palais dans sa chambre à coucher. Elle se débat, le griffe... "Va, tu es libre dit-il. Elle se dirige vers ce qu'elle croit être la sortie. En réalité, c'est une baie vitrée, grillagée, qui a vue sur la salle de tortures. Les bourreaux sont en train de torturer son fiancé. À ce moment, l'alchimiste prend le sablier et y inscrit le nom du tsar. Celui-ci l'aperçoit et on lui crie qu'il a été empoisonné. Il prend le sablier, le retourne sans cesse pour éviter que l'une des deux boules soit vide pour échapper à la mort. Il devient fou.

### Troisième histoire
À la fin de la deuxième histoire, la fille du directeur s'est endormie. Le jeune écrivain s'étire et se laisse aussi gagner par le sommeil.
Cette histoire, très courte, ne sera pas destinée au directeur de la baraque foraine mais un rêve, ou plutôt un cauchemar. Jack Talons-à-Ressort est là, il flotte et s'immobilise. Les deux amoureux tentent de s'éloigner mais Jack Talons-à-Ressort est prêt à passer à l'acte.
Le couple se réveille enfin délivré. Ce cauchemar ne pourra qu'inciter la jeune fille et le jeune écrivain à s'aimer tout de suite.

## Fiche technique
- Scénario : Henrik Galeen
- Assistant Réalisateur : William Dieterle

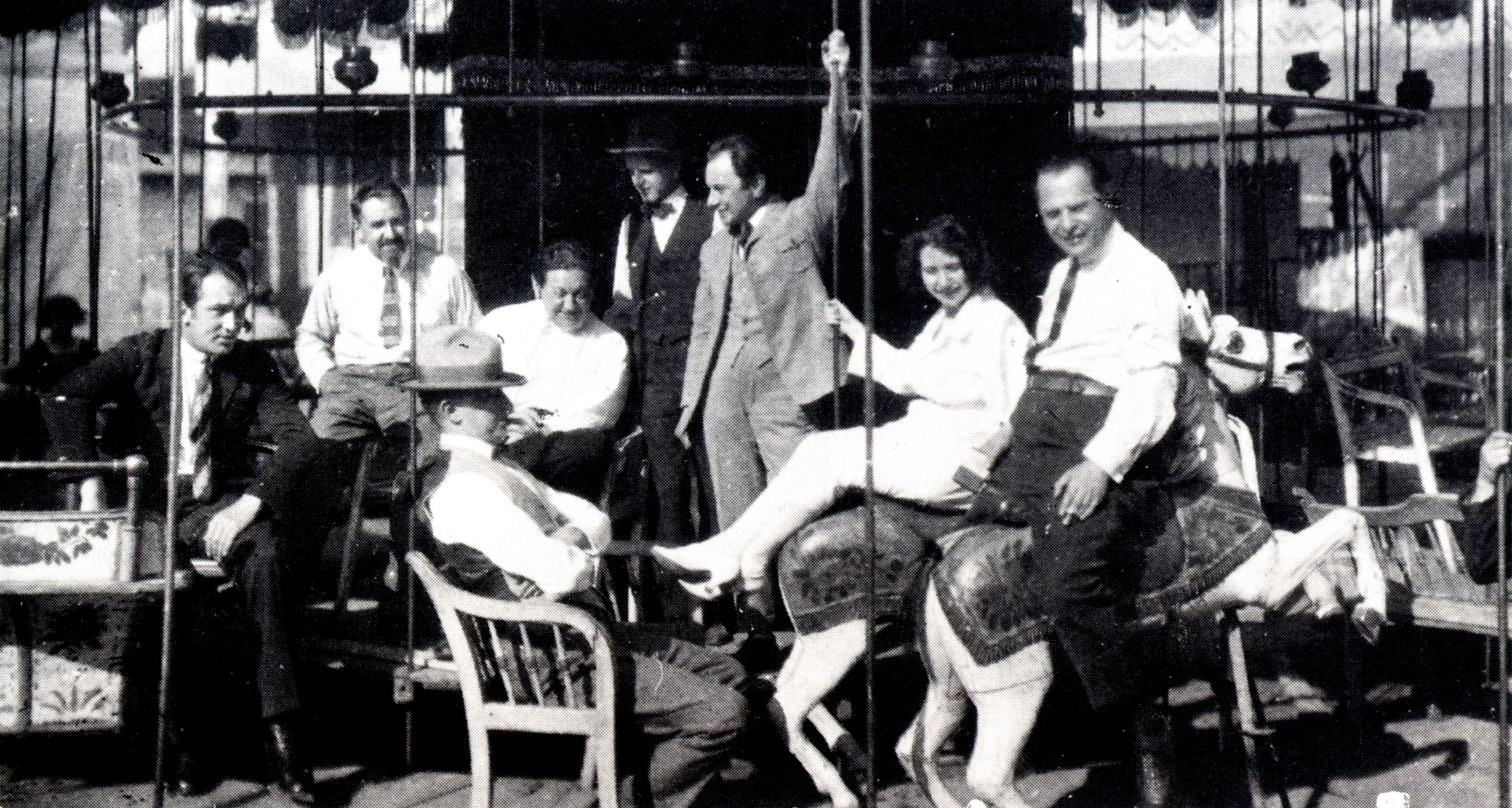
Équipe du film lors d'une pause (1923). À partir de la gauche : Wilhelm Dieterle, Ali Hubert, E.A. Dupont, Paul Leni, Fritz Maurischat, John Gottowt, Lore Sello et sur le cheval blanc à droite Leo Birinski.

- Décors : Paul Leni
- Cinématographie : Helmar Lerski

## Distribution
- Conrad Veidt : Ivan le Terrible
- Elizza La Porta
- Fritz Alberti
- Agnes Esterhazy
- Emil Jannings : Haroun al Rachid
- William Dieterle : L'écrivain
- Werner Krauss : Jack Talons-à-Ressort